# Capeting-ház

A Capeting-ház vagy Capeting-dinasztia (ismert még mint a Capetingek) Európa egyik legősibb és egyik legkiterjedtebb uralkodócsaládja. A dinasztia alapítója Capet Hugó (939–996), francia király.
Napjainkban két ország trónján ülnek Capetingek, mindketten a család Bourbon-ágából származnak: VI. Fülöp spanyol király és Henrik luxemburgi nagyherceg.

## Története
Hatalmuk bázisa Franciaország volt; a Capetingek rendszeresítették azt a szokást a Francia Királyságban, hogy az uralkodót halála után annak elsőszülött fia kövesse a trónon, ugyanis a francia királyt addig választották. A Capetingek elsőszülött fiukat rendszerint még életükben királlyá koronáztatták, elkerülendő ezzel a leendő trónviszályokat. A Capeting királyok hatalma kezdetben erősen korlátozott volt, csupán saját birtokaik felett uralkodtak, a fennmaradó területek felett az azon a területen birtokos tartományurak gyakoroltak szinte korlátlan hatalmat, a királyi hatalom (a családi birtokoktól eltekintve) csupán névleges volt. II. Fülöp Ágost volt az, aki hódításai útján megszilárdította a központi hatalmat, majd IX. Lajos a katonai és pénzügyi reformjai segítségével bevégezte elődje művét, és megkezdte a feudális széttagoltság felszámolását. A XV. századra a francia király hatalma megdöntötte valamennyi tartományúr önkényét és kizárólagossá vált az országban.

## Capeting oldalágak
A Capeting-dinasztia többször (olykor rivális) oldalágakra szakadt. Az oldalág egy a legidősebbtől eltérő másik vonal leszármazása. Az oldalágak ezen listája a Capeting leszármazási vonalak többségét és a francia királyi ősüket jelöli, bár néhány alágat nem.
- Hugues Capet
  - II. Róbert francia király
    - I. Henrik francia király
      - I. Fülöp francia király
        - VI. Lajos francia király
          - VII. Lajos francia király
            - II. Fülöp Ágost francia király
              - VIII. Lajos francia király
                - IX. Lajos francia király
                  - III. Fülöp francia király
                    - IV. Fülöp francia király
                    -  Valois-ház
                    -   Évreux-ház

                  -   Bourbon-ház

                -  Artois-ház(wd)
                -   Anjou-ház

          -  Dreux-ház(wd)
          -   Courtenay-ház(wd)

      -   Vermandois-ház(wd)

    -   Burgundiai-ház

## Tabló
A francia királyok